# Jorge Tandazo
Jorge Tandazo (Tumbes, Provincia de Tumbes, Perú, 4 de febrero de 2004) es un futbolista peruano. Juega de delantero y su equipo actual es el Club Universitario de Deportes de la Primera División del Perú.

## Trayectoria
Fue formado en las divisiones menores de la Academia Unión Corrales, Sport Tablazo y Universitario de Deportes. Debutó el 29 de enero de 2022 en el amisto internacional realizado en la Noche Crema frente a la Sociedad Deportiva Aucas de Ecuador. Su debut oficial se produjo el 12 de febrero en la victoria por 3-0 sobre la Universidad de San Martín. Además, viajó a Guayaquil con el plantel principal para la Copa Libertadores, sin embargo, se quedó en el banco de suplentes frente a Barcelona.
En el 2024 es enviado a préstamo al Unión Comercio, club con el que descendería a final de temporada. Jugó 12 partidos y logró anotar un gol.

## Clubes
| Club                      | País | Año         |
| ------------------------- | ---- | ----------- |
| Universitario de Deportes | Perú | 2022 - 2023 |
| Unión Comercio (préstamo) | Perú | 2024        |